# Otiški Vrh
Otiški Vrh este o localitate din comuna Dravograd, Slovenia, cu o populație de 879 de locuitori.